# Mégange
Mégange (fràncic lorenès Mengen) és un municipi francès situat al departament del Mosel·la i a la regió del Gran Est. L'any 2007 tenia 214 habitants.

## Demografia

### Població
El 2007 la població de fet de Mégange era de 214 persones. Hi havia 66 famílies, de les quals 8 eren unipersonals (8 homes vivint sols), 25 parelles sense fills i 33 parelles amb fills.
La població ha evolucionat segons el següent gràfic:
Habitants censats

### Habitatges
El 2007 hi havia 74 habitatges, 67 eren l'habitatge principal de la família, 2 eren segones residències i 5 estaven desocupats. 67 eren cases i 7 eren apartaments. Dels 67 habitatges principals, 60 estaven ocupats pels seus propietaris, 4 estaven llogats i ocupats pels llogaters i 3 estaven cedits a títol gratuït; 5 tenien tres cambres, 11 en tenien quatre i 50 en tenien cinc o més. 57 habitatges disposaven pel capbaix d'una plaça de pàrquing. A 17 habitatges hi havia un automòbil i a 46 n'hi havia dos o més.

### Piràmide de població
La piràmide de població per edats i sexe el 2009 era:
| Homes | Edats   | Dones |
| ----- | ------- | ----- |
| 0     | 95 o +  | 0     |
| 0     | 90 a 94 | 4     |
| 0     | 85 a 89 | 0     |
| 0     | 80 a 84 | 0     |
| 0     | 75 a 79 | 0     |
| 0     | 70 a 74 | 0     |
| 8     | 65 a 69 | 4     |
| 4     | 60 a 64 | 8     |
| 12    | 55 a 59 | 8     |
| 0     | 50 a 54 | 0     |
| 8     | 45 a 49 | 12    |
| 4     | 40 a 44 | 0     |
| 4     | 35 a 39 | 4     |
| 4     | 30 a 34 | 8     |
| 8     | 25 a 29 | 8     |
| 8     | 20 a 24 | 8     |
| 20    | 15 a 19 | 0     |
| 0     | 10 a 14 | 4     |
| 4     | 5 a 9   | 0     |
| 0     | 0 a 4   | 4     |

## Economia
El 2007 la població en edat de treballar era de 155 persones, 106 eren actives i 49 eren inactives. De les 106 persones actives 88 estaven ocupades (57 homes i 31 dones) i 18 estaven aturades (9 homes i 9 dones). De les 49 persones inactives 9 estaven jubilades, 16 estaven estudiant i 24 estaven classificades com a «altres inactius».

### Ingressos
El 2009 a Mégange hi havia 68 unitats fiscals que integraven 189 persones, la mediana anual d'ingressos fiscals per persona era de 19.008 €.

### Activitats econòmiques
L'únic establiment que hi havia el 2007 era d'una empresa de construcció.
L'any 2000 a Mégange hi havia 4 explotacions agrícoles.

## Poblacions més properes
El següent diagrama mostra les poblacions més properes.